# Escolha do defensor
No beisebol, uma escolha do defensor (fielder's choice, FC) é registrada pelo anotador oficial quando, em seu julgamento, um defensor, ao defender uma bola batida, tem uma clara oportunidade de eliminar o batedor-corredor, mas escolhe tentar eliminar outro corredor, com isso permitindo ao batedor-corredor chegar salvo à primeira base. Uma escolha do defensor é registrada para o batedor-corredor se ele chega à primeira base independentemente da tentativa de eliminar outro(s) corredor(es) ter dado certo. Se o outro corredor é eliminado com êxito para a terceira eliminação, uma escolha do defensor é registrado para o batedor-corredor, tenha ele já chegado à primeira base ou não.
Escolha do defensor pode também se referir a quaisquer das seguintes circunstâncias:
- Quando um rebatedor conclui uma rebatida mas é capaz de obter com segurança uma base extra devido à tentativa da defesa de eliminar outro corredor (por exemplo, um corredor indo em direção à home plate). Muitas vezes chamada "no lançamento" (on the throw).
- Quando um corredor já em base chega salvo em outra base devido a uma tentativa do defensor de eliminar outro corredor, a menos que seu avanço possa ser categorizado como uma base roubada.
- Quando um corredor tentando roubar uma base o faz com segurança devido à indiferença do time na defesa (nenhuma tentativa é feita para eliminar o corredor). Também chamada de "roubo não-defendido" (undefended steal), "indiferença do receptor" (catcher's indifference) e "indiferença defensiva/da defesa" (defensive indifference).

Em todos os casos, quaisquer erros cometidos pelo time defensivo impedirão o registro de uma escolha do defensor. Como erros, escolhas do defensor não são chamadas pelos árbitros no campo, visto que elas não influenciam no jogo jogado, mas são determinadas pelo anotador oficial para propósito estatístico.

## Exemplos de situações
- Com um corredor na primeira base, o batedor rebate uma bola rasteira diretamente ao interbases. Embora o interbases possa facilmente eliminar o batedor-corredor lançando à primeira base, ele escolhe lançar ao segunda-base que está cobrindo a segunda base, numa tentativa de forçar a eliminação do corredor que avança da primeira. Enquanto isso, o batedor-corredor chega à primeira base a salvo.
  - A jogada é comumente referida como "caindo num force out". A escolha do defensor é registrada ao batedor-corredor (6-4 ou 6-4-3, dependendo de se uma tentativa foi feita para eliminá-lo), e ele não é creditado com uma rebatida.
  - Uma FC 6-4 seria registrada se o corredor precedente é eliminado para a terceira eliminação, independentemente de que o batedor-corredor esteja em caminhos de base quando isso ocorra.
- Com um corredor na segunda base, o batedor manda uma rebatida de base para o campo externo. O defensor externo, jogando raso em antecipação a tal rebatida, lança à home plate numa tentativa de eliminar o corredor que tenta anotar. O batedor-corredor pode decidir avançar à segunda base se ver que não haverá uma jogada lá. A jogada é registrada como uma simples para o batedor-corredor não importando o resultado da tentativa de eliminar o corredor que tenta avançar. O termo "no lançamento" (on the throw) é muitas vezes usado para descrever o resultado de quaisquer jogadas nessa situação.
  - Se o batedor-corredor chega em segurança à segunda base independentemente do resultado na home plate, sua simples se mantém, mas ele é dito como tendo tomado a segunda no lançamento, ou em escolha do defensor.
  - Se o corredor que tentando anotar é eliminado, ele é dito como sendo eliminado na home plate no lançamento. Se ele é eliminado para a terceira eliminação, nenhum avanço no lançamento é registrado para o batedor-corredor, e o batedor-corredor é deixado em base visto que ele é creditado com uma simples.
- Com um corredor na primeira base, o batedor rebate uma bola rasteira para o meio. O interbases mergulha pela bola e a salva de ir para o campo central. Percebendo que não tem tempo de lançar para eliminar o batedor-corredor na primeira base, o interbases passa a bola ao segunda-base cobrindo a segunda base numa tentativa de forçar a eliminação do corredor que vem da primeira. Contudo, o lançamento não é feito a tempo, e ambos os corredores ficam salvos. Supondo que o anotador oficial concorde que o interbase não podia ter lançado a eliminação do batedor-corredor na primeira base com esforço normal, sua jogada será registrada como rebatida de base e não escolha do defensor.

## Impacto nas estatísticas
Um batedor que chega salvo à primeira base como resultado de uma escolha do defensor não é creditado com uma rebatida; porém, seu turno à plate é registrado como uma vez ao bastão. Portanto, a média de rebatidas de um jogador decai como resultado de chegar à primeira base via escolha do defensor. No caso de um roubo não-defendido, o corredor não é creditado com uma base roubada.